# Louis Alexander Fagan
Louis Alexander Fagan (Napoli, 7 febbraio 1845 – Firenze, 5 gennaio 1903) è stato uno storico dell'arte, incisore e scrittore italiano naturalizzato britannico.
Svolse inizialmente la professione di diplomatico in Italia, Venezuela, Svezia e Francia, abbandonandola per dedicarsi all'arte. Lavorò nel dipartimento di stampe e disegni del British Museum di Londra dal 1869 al 1984.

## Biografia
Louise Alexander Fagan nacque a Napoli il 7 febbraio 1845, secondogenito di sette figli. Il padre George fu per molti anni addetto alla legazione britannica a Napoli, allora capitale del Regno delle Due Sicilie, dove fu assistente di Antonio Panizzi. Il fratello maggiore Joseph George era generale maggiore dell'esercito indiano e il fratello minore, Charles Edward, segretario del Museo di storia naturale di Londra.
Fagan trascorse la sua infanzia a Napoli, dove imparò molto presto l'italiano e si interessò, fin da ragazzo, alla cultura e alla letteratura italiana. Nel 1860 venne inviato come messaggero in una scuola privata a Leyton e successivamente nell'Essex. In Inghilterra venne ricevuto da Panizzi, e portò per suo conto a Napoli delle lettere ai capi rivoluzionari.

## Carriera

### Carriera diplomatica e culturale
Nel 1860, dopo la nomina del padre come console generale in Venezuela, Fagan si trasferì a Caracas dove prestò servizio nella legazione britannica. Nel 1868 divenne segretario della commissione per la liquidazione dei crediti britannici in Venezuela. Nel giugno 1869 si trasferì in Svezia e successivamente a Parigi, ospite dello storico Prosper Mérimée.
Nel settembre dello stesso anno, su raccomandazione di Panizzi, iniziò a lavorare come assistente presso il dipartimento di stampe e disegni del British Museum di Londra, abbandonando definitivamente la carriera diplomatica. Qui affiancò il curatore George William Reid e il critico d'arte Sidney Colvin.
Nel corso della sua carriera viaggiò molto. Nel 1891 tenne conferenze al Lowell Institute di Boston, e durante i suoi viaggi esaminò personalmente molte collezioni d'arte in Europa, America e Australia, dove contribuì ad organizzare le collezioni internazionali della National Gallery of Victoria di Melbourne.
Fu membro del Reform Club di Londra, club per gentiluomini legato al partito liberale.
Secondo lo storico Michael Bryan, Fagan ebbe un temperamento frettoloso e una spiccata preferenza per l'arte italiana piuttosto che per quella britannica e ciò lo portò spesso ad avere discussioni e attriti con i suoi colleghi. Nel corso dei suoi venticinque anni di carriera al British Museum, il lavoro di Fagan fu fondamentale per aumentare il prestigio e l'utilità del dipartimento.
Fagan mantenne un rapporto di stretta amicizia con Panizzi, il quale lo nominò suo esecutore testamentario alla sua morte, avvenuta nel 1879. Nel 1880 pubblicò The Life and Correspondence of Sir Anthony Panizzi, K. C. B., Late Principal Librarian of the British Museum, Senator of Italy, Etc, biografia di Panizzi in due volumi, che ricevette gli elogi di William Ewart Gladstone, primo ministro del Regno Unito dell'epoca. Pubblicò inoltre numerosi libri critici su artisti americani, canadesi e italiani, tra cui Correggio, Michelangelo e Raffaello, oltre a numerosi testi sul Dictionary of National Biography.

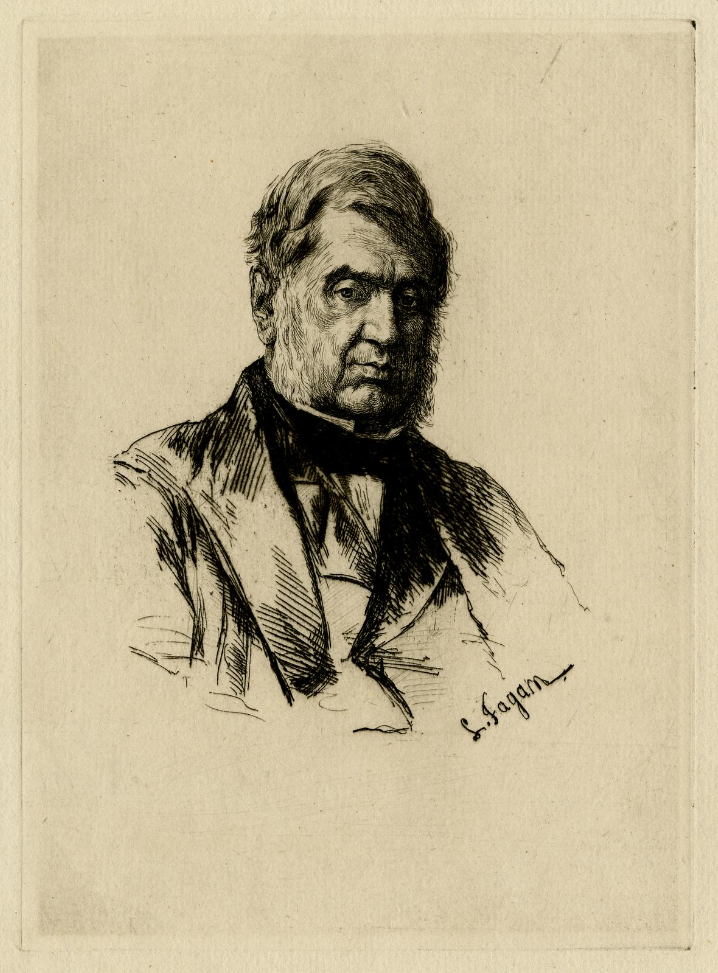
Incisione di Louis Fagan del ritratto di Antonio Panizzi di George Frederic Watts

### Carriera artistica
Fagan creò numerose incisioni e acquerelli. Michael Bryan lo inserì nel Bryan's Dictionary of painters and engravers del 1903, sostenendo che "il suo eccellente lavoro artistico merita tanto quanto le sue opere pubblicate sull'argomento". Espose al Royal Academy of Arts di Piccadilly (Londra) una serie di incisioni raffiguranti costumi e vedute di Napoli, oltre a un'incisione del ritratto di Panizzi di George Frederic Watts del 1878.
Nel novembre 1979 espose al British Museum una raccolta di acqueforti in diversi stati, realizzati tra il 1871 e il 1877, raccolti nell'opera Souvenirs of Southern Italy del 1873. Queste opere rappresentano contadini italiani e costumi dell'epoca.

## Vita privata
Fagan si sposò l'8 novembre 1867 a Melbourne con Caroline Frances Purves, figlia del politico James Purves. Dopo essersi ritirato dal museo per motivi di salute nel 1894, morì nella sua residenza di Firenze il 5 gennaio 1903.

## Opere letterarie
- Handbook to the Department of prints and drawings in the British museum, George Bell and Sons, Londra, 1876.
- Lettere ad Antonio Panizzi di uomini illustri e di amici italiani: (1823-1870), G. Barbera, Firenze, 1880.
- The life of sir Anthony Panizzi, K.C.B. : late principal librarian of the British museum, senator of Italy &C., Remington & co, Londra, 1881.
- The masters of Raffaello, Field and Tuer, Londra, 1882 (traduzione di testi di Marco Minghetti).
- Collector's marks, Field & Tuer, Londra, 1883.
- The art of Michel' Angelo Buonarroti: as illustrated by the various collections in the British museum, Delau, Londra, 1883.
- Raffaello Sanzio: his sonnet in the British Museum, Fine Art Society, Londra, 1884.
- A catalogue raisonné of the engraved works of William Woollett, Fine art Society, Londra, 1885.
- 1836-1886. The Reform club: its founders and architect, Quaritch, Londra, 1887.
- A descriptive catalogue of the engraved works of William Faithorne, Quaritch, Londra, 1888.
- Mezzotint Engravings Relating to Ireland or to Irish Artists, 1888.
- An easy walk through the British museum, or, How to see it in a few hours, 1891.
- History of engraving in England, illustr. by 100 typical examples reprod. from rare prints in the British museum, 1893.